# Morgan G. Bulkeley
Morgan G. Bulkeley (East Haddam, 1837. december 26. – Hartford, 1922. november 6.) az Amerikai Egyesült Államok szenátora (Connecticut, 1905–1911).